# Овни (филм)
„Овни“ (на исландски: Hrútar) е исландски филм от 2015 година, драма на режисьора Гримур Хаконарсон по негов собствен сценарий.
В центъра на сюжета са двама братя овчари в отдалечена долина в Исландия, които от десетилетия живеят в съседство без да си проговарят, но са принудени да преосмислят отношенията си, когато ветеринарните власти изискват от тях да избият стадата си от специфична местна порода, заради епидемия от скрейпи. Главните роли се изпълняват от Сигурдур Сигурйонсон и Теодор Юлиусон.